# Asilidae
Asilidae са семейство хищни мухи, наричани още „мухи убийци“ и „мухи-разбойници“. Те са силово изградени, мъхести мухи с късо, плътно хоботче, обграждащо острия смучещ хипофаринкс. Името „мухи-разбойници“ отразява техните прословути агресивни хищнически навици – хранят се предимно или изключително с други насекоми и като правило чакат в засада и хващат плячката си в полет.

## Разпространение
Asilidae се срещат във всички зоогеографски региони с изключение на Антарктида. В Северното полукълбо някои видове дори са приспособени към тундрата. Алпийските видове се срещат на височини над 4000 метра. Въпреки това, най-високите нива на биоразнообразие са в топъл климат; тропически или субтропични и сухи или полусухи региони обикновено имат най-голямо разнообразие от видове, следвани от райони, където валежите са силно сезонни.